# Булгарени
Булгарени (на румънски: Bulgăreni, Булгърени, на унгарски: Bogárfalva, Богарфалва) е село в Трансилвания, Румъния. Административно Булгарени е част от община Лупени, Окръг Харгита. Населението му е 270 души. Унгарското име на селото в превод означава българско село.